# Tiphobiosis cataractae
Tiphobiosis cataractae là một loài Trichoptera trong họ Hydrobiosidae. Chúng phân bố ở miền Australasia.